# Mlázovští z Těšnice
Mlázovští z Těšnice byli vladycký rod, který pocházel z vesnice Těšnice na Klatovsku. V erbu měli, stejně jako Blehové z Těšnice, znamení parohů.

## Členové rodu
Prvním doloženým příslušníkem rodu Mlázovských z Těšnice byl roku 1524 Jan, jehož synové byli připomínáni od roku 1532. Byli to bratři Petr, Půta a Silvestr Mlázovští z Těšnice. Mlázovy už nedrželi, protože je Petr prodal. Roku 1562 koupil Silvestr na Pačivě tvrz v Jiřičné a vsi Trsice a Novou Vísku, zlaté hory a stříbrné hory v Lišperku od Jana Cíle ze Svojšic. Žil ještě roku 1596. U Pražského soudu byl dobře znám pro svou nepokojnou povahu. Za svého dlouhého života držel statky nejen v západních Čechách, ale také ve Smilkově,který koupil roku 1572, ale hned rok na to ho prodal. Roku 1582 žil v Podolsku a roku 1594 na Chocholaté Lhotce.
Silvestrův syn Václav držel roku 1586 ves Jiřičnou. Později držel léno v Druhlicích s Karlštejnem. Byl po svárech s Jindřichem Slavíkovcem ze Slavíkovic zabit roku 1587.
Druhý Silvestrův syn Jan byl hejtmanem na Frýdlantě a Seidenberce a potom byl v královských službách na kolínském zámku v letech 1593–1599. Zemřel na mor. Byl zištným a lakomý. Zřídil novou krčmu, čímž uškodil měšťanům v jejich živnostech. Tuto hospodu byl přinucen na královský rozkaz zbořit. V Kolíně pochoval svého otce Silvestra a první manželku Kateřinu Dobřenskou z Dobřenic a na Syrovátce. K jejím podílům na tomto statku, které po ní zbyly, přikoupil ostatní díly tohoto statku. Přenechal je svým dvěma synům Janu Silvestrovi a Jindřichu Mikulášovi, kteří roku 1604 prodali Syrovátku Janu Kryštofovi z Valdštejna. Jan Silvestr potom žil v Hradci Králové, kde se ještě připomíná roku 1636. Se svou druhou manželkou Mandalénou z Radíče († 1629) měl syna Václava Ladislava a dvě dcery Kateřinu a Alžbětu. Třetí Silvestrův syn Jetřich žil roku 1596 v Bítovanech na Chrudimsku, více zpráv o něm není.